# Cremenaga
Cremenaga (Cremnàga in dialetto varesotto) è un comune italiano di 770 abitanti della provincia di Varese in Lombardia.

## Geografia fisica
Sorge sulla sponda sinistra del Tresa, fiume che congiunge il Lago di Lugano con il Lago Maggiore, e confina a nord con il comune svizzero di Tresa. Fa parte della Comunità Montana del Piambello.
È punto di passaggio tra due stati, in quanto vi si trova un ponte con una dogana che la congiunge a Ponte Cremenaga, frazione del comune svizzero di Tresa col quale ha una naturale correlazione, essendo dall'altro lato completamente delimitata da un costone montagnoso. Addirittura, durante la dominazione spagnola della Lombardia, Cremenaga fu letteralmente dimenticata dalle autorità iberiche, tanto che il paese visse de facto in simbiosi con la Svizzera, essendo fra l'altro sottoposto alla parrocchia elvetica di Sessa. Furono gli austriaci a ricordare alla località, che pur ribadì nel 1754 di considerarsi territorio svizzero, i suoi doveri di inclusione nello spazio di loro competenza.

## Storia

### Simboli
Lo stemma e il gonfalone sono stati concessi con decreto del presidente della Repubblica del 1º marzo 2000. Lo stemma si può blasonare: semitroncato partito: nel 1° di rosso, alla lettera maiuscola C d'oro; nel 2° di verde, alle due fasce ondate di azzurro; nel 3° di azzurro, alla torre d'oro, merlata alla guelfa di quattro pezzi, murata di nero, aperta e finestrata di due in palo dello stesso, fondata sulla campagna di rosso. Il gonfalone è costituito da un drappo rettangolare di giallo.

## Società

### Evoluzione demografica
- 101 nel 1805
- annessione a Marchirolo nel 1809
- 208 nel 1853

Abitanti censiti